# Prêmio Contigo
A Revista Contigo! oferece três prêmios anuais:

## Prêmio Contigo! de TV
O Prêmio Contigo! de TV é realizado anualmente desde 1996, com exceção dos anos de 1999, 2000 e 2001 em que a premiação não foi realizada. O evento é considerado o Oscar da TV brasileira e tem como objetivo celebrar a dramaturgia brasileira e os que são responsáveis por ela. São entregues prêmios em categorias como Melhor telenovela, minissérie, ator, atriz, etc.

### Categorias
- Novela
- Atriz de Novela
- Ator de Novela
- Atriz Coadjuvante
- Ator Coadjuvante
- Série ou Minissérie
- Ator de Série ou Minissérie
- Atriz de Série ou Minissérie
- Ator Infantil
- Atriz Infantil
- Revelação da TV
- Autor de Novela
- Diretor de Novela

## Prêmio Contigo! do Cinema Nacional
O Prêmio Contigo! do Cinema Nacional é entregue desde 2006 O evento reúne a elite da produção cinematográfica do Brasil, entre atores, atrizes, diretores, roteiristas e profissionais da área que concorrem em categorias como Melhor Filme, Melhor Ator e Melhor Atriz, etc. Uma parte das categorias é votada pelo Júri Oficial, outra parte pelo Júri Popular.

## Prêmio Contigo! de Teatro
O Prêmio Contigo! de Teatro é realizado desde 2007 e premia os melhores espetáculos brasileiros. Seus vencedores são escolhidos, em parte, por um júri especializado e, em parte, pelo voto popular. O evento tem como objetivo tem como objetivo valorizar o talento e revelar os melhores profissionais dos principais estados do Brasil em diferentes segmentos.